# Пародонтит
Пародонтитът е инфекциозно възпалително заболяване на зъбодържащия апарат, което може да доведе до болка, разклащане и загуба на зъбите. Също е придобило гражданственост и под наименованието пародонтоза, което обаче не се използва в научните среди и се смята за неправилно.
Пародонтитът е деструктвно заболяване, обхващащо целия опорно поддържащ апарат на зъба с прилежащия към него венец, дължащо се на хронична бактериална инфекция. Той е и главната причина за загубата на зъби в зряла възраст. В повечето случаи протича безболезнено, докато не придобие генерализирана тежка форма.
Има два основни вида заболявания на венечната лигавица – гингивит и пародонтит. Гингивитът е по-разпространен и обхваща приблизително 70% от населението. Пародонтитът засяга около 30% от възрастните над 30-годишна възраст. И двете заболявания не могат да бъдат лекувани, а само контролирани, като ранното им диагностициране дава в пъти по-добра прогноза.